# Eucalyptus rossii
Eucalyptus rossii är en myrtenväxtart som beskrevs av Ralph Baker och H.G. Smith. Eucalyptus rossii ingår i släktet Eucalyptus och familjen myrtenväxter. Inga underarter finns listade i Catalogue of Life.

## Bildgalleri

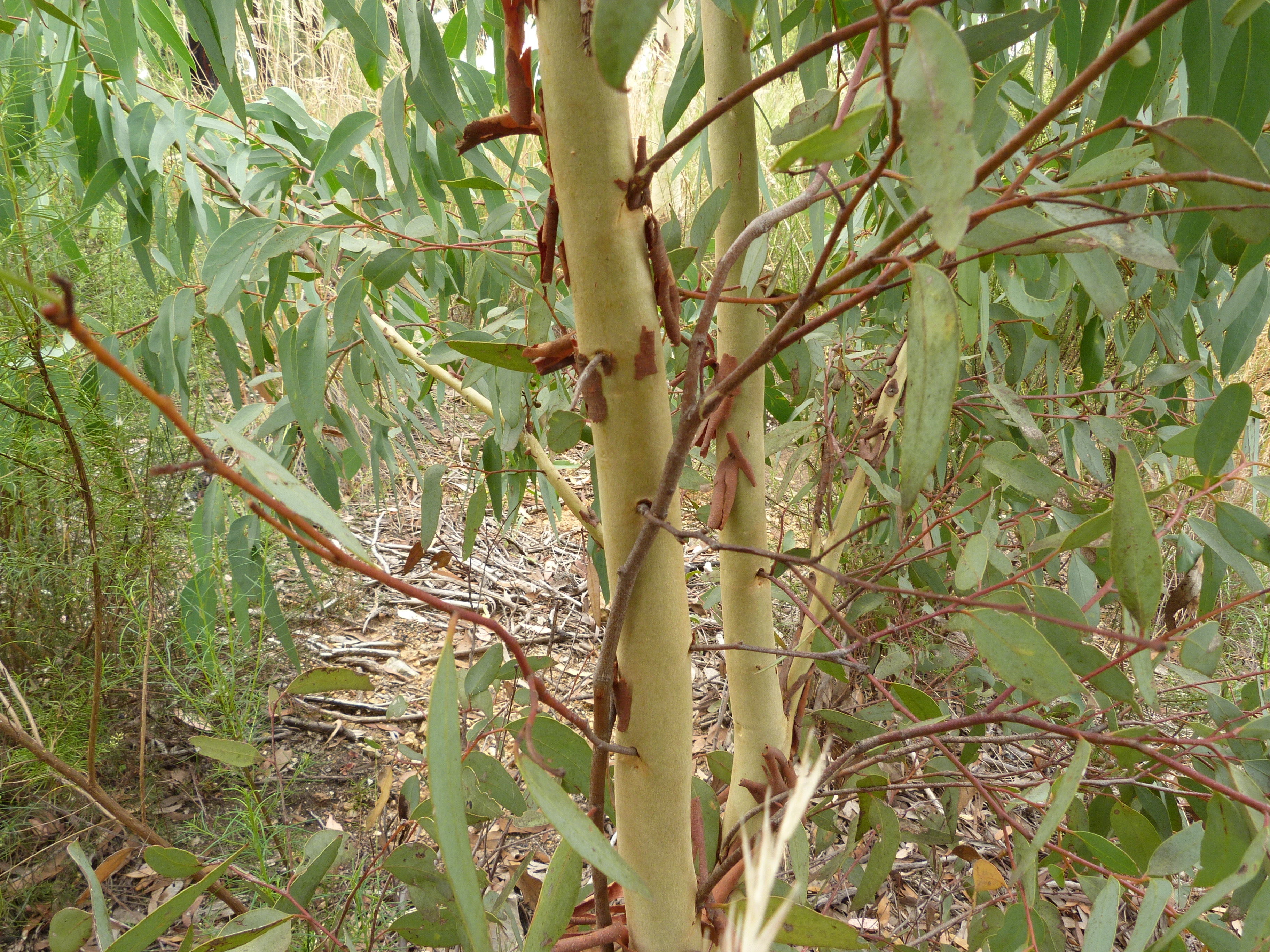
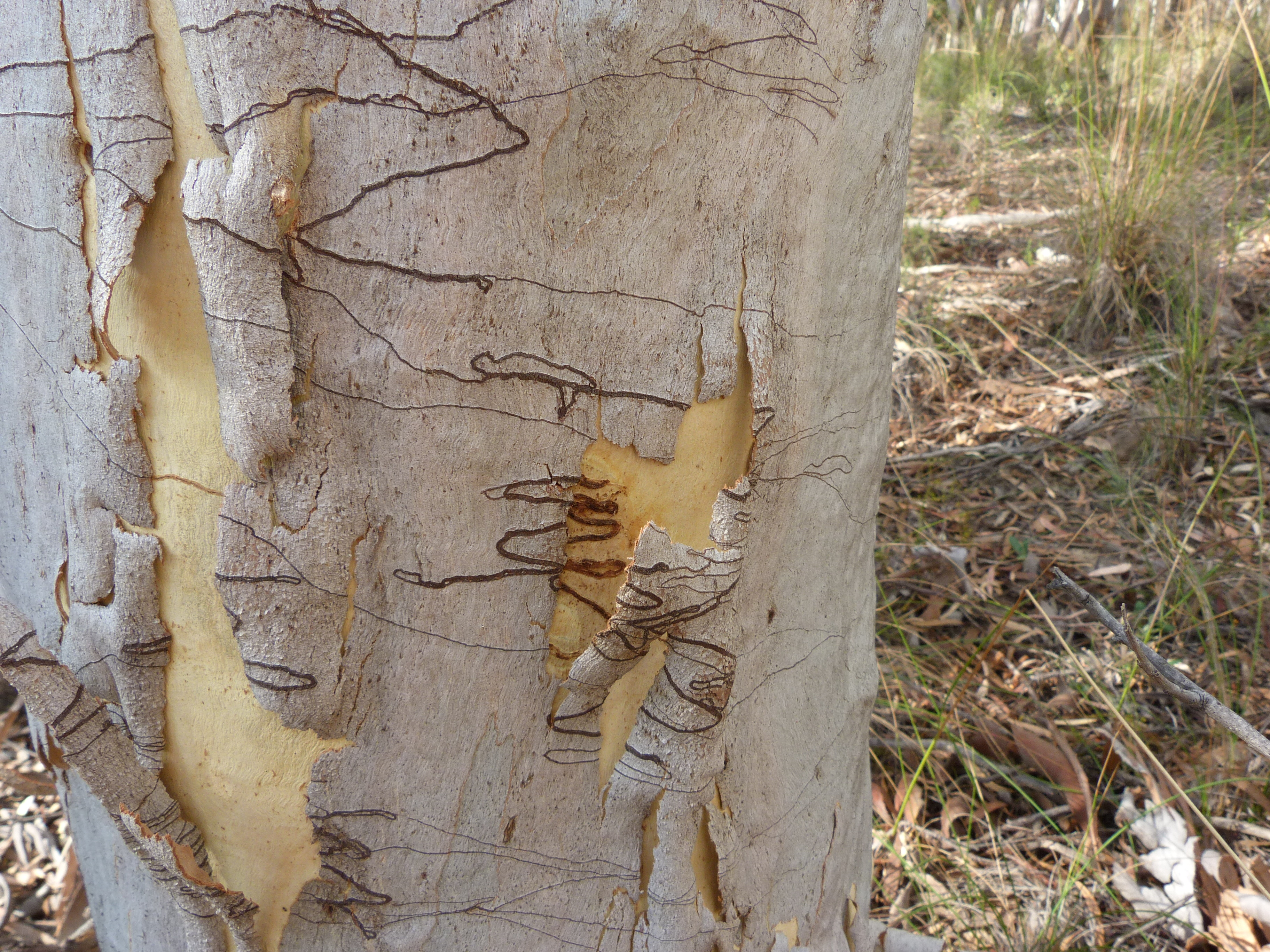
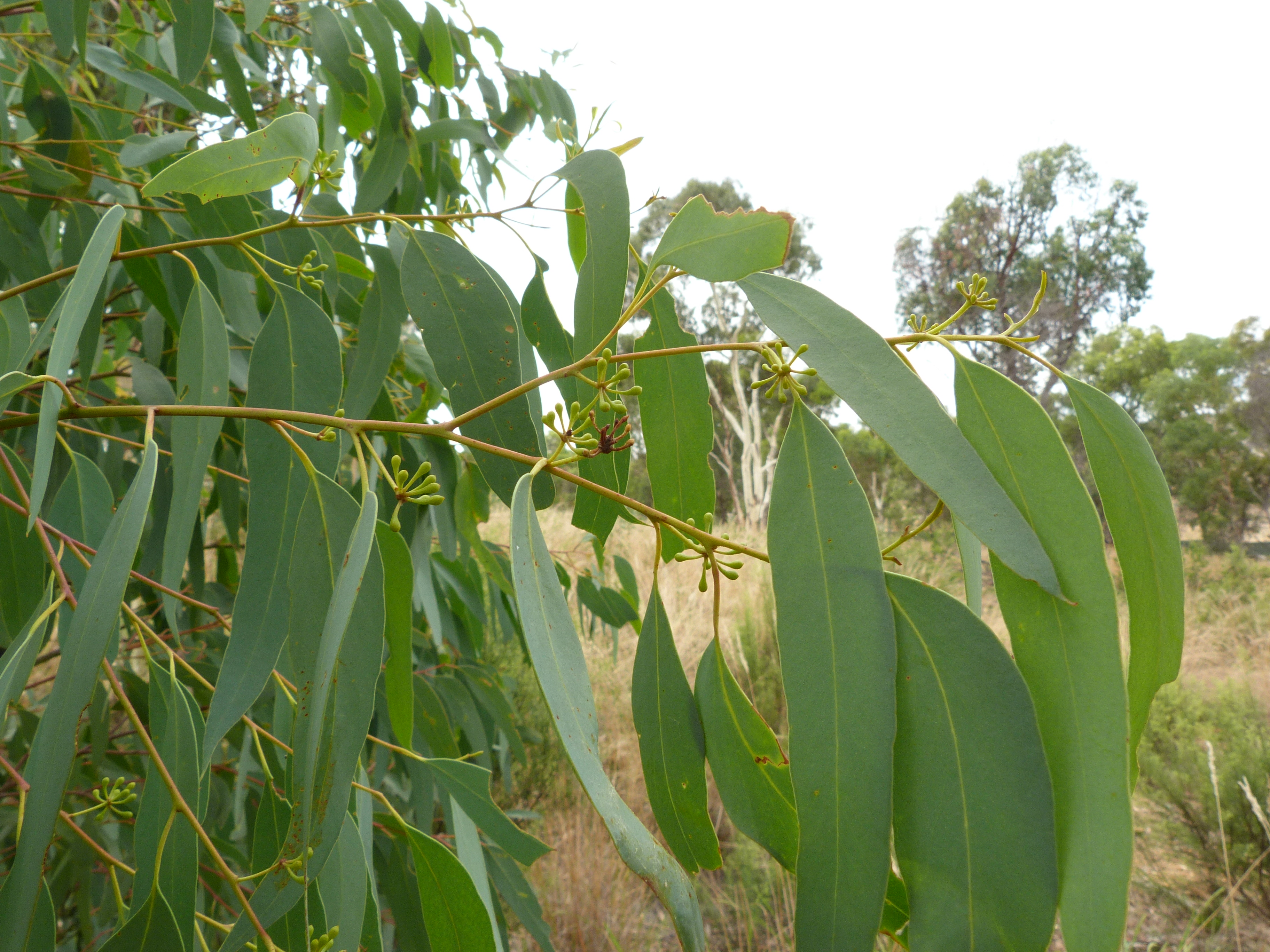